# Royaume de Gwynedd
Pour les articles homonymes, voir Gwynedd (homonymie).
Ve siècle – 1283
Entités précédentes :
- Empire romain d'Occident
(province de Bretagne)

Entités suivantes :
- Royaume d'Angleterre

Le Gwynedd (/ˈɡwɪnᵻð/ en anglais, [ˈɡʊɨnɛð] en gallois, francisé en Vénédotie) est l'un des principaux royaumes du pays de Galles au Moyen Âge. Les chroniques médiévales l'appellent royaume de Norgalles ou Vénédotie (en latin: Norwallia, Venedotia).
Il couvre une partie du nord-ouest du pays, autour de la Snowdonia, et comprend l'île de Môn (Anglesey). Plusieurs de ses rois, comme Rhodri Mawr, Owain Gwynedd, Llywelyn le Grand ou Llywelyn le Dernier parviennent à régner sur la majeure partie du pays de Galles. Ils résistent aux progrès du royaume d'Angleterre jusqu'à la campagne de conquête d'Édouard Ier, de 1277 à 1283.
Une région du pays de Galles a été baptisée Gwynedd en 1974 et ses frontières et son statut ont été revus en 1996.

## Histoire

### Origines
Le Gwynedd couvrait le territoire de deux peuples celtes brittoniques, les Deceangli et les Venedotae (Venedoti). Le nom de Gwynedd dérive de ces derniers. Mais selon la tradition, la naissance de ce royaume remonterait à Cunedda, qui avec ses fils, s'était retiré lors de la destruction par les Angles du royaume des Gododdin dans le Nord. Il est venu de ce qui est aujourd'hui l'Écosse du sud-est, pour s'installer dans une région britannique qui restait alors sous un gouvernement qui gardait partiellement encore la forme de celle de l'Empire romain. Sa tribu avait été client de l'Empire établi au nord du Mur d'Hadrien pour filtrer l'influence des tribus du nord de la Britannia. 
La tribu fut appelée par les Romains Votadini et par les Britanniques Gododdin. La région de Gwynedd fut nommée en latin Venedotia, ce qui donna ultérieurement en français Vénédotie. L'évolution de la forme brittonique de ce nom donna en gallois : Gwynedd. Le centre de Gwynedd était à l'origine à Deganwy, mais fut déplacé à Aberffraw sur l'île d'Anglesey (Ynys Môn). Les dirigeants de Gwynedd étaient souvent connus sous le titre de « Prince d'Aberffraw » ou « Seigneur d'Aberffraw ».

### Indépendance médiévale
Lors de la période de la conquête du pays de Galles par les Normands entre 1066 et 1282, Gwynedd devint le centre de la résistance nationale et le dernier bastion des princes gallois contre les rois d'Angleterre. La taille du royaume variait selon la force de son dirigeant. On le divisait traditionnellement en deux parties séparées par le fleuve côtier, le Conway (Conwy en gallois) : Gwynedd Uwch Conw et Gwynedd Is Conw. La division et l'affaiblissement du Powys fera du Gwynedd un pôle de ralliement des Gallois du nord et de résistance aux Anglais. La disparition du Deheubarth donnera au Gwynedd la direction de tous les Gallois, mais trop tard pour contrebalancer la puissance du royaume d'Angleterre.

### Sous les Plantagenêt
À la mort de Llywelyn ap Gruffydd en 1282 et de celle de son frère, Dafydd ap Gruffudd l'année d'après, les huit siècles de règne indépendant de la maison de Gwynedd s'achevèrent, et son royaume fut l'un des derniers territoires gallois à tomber devant la domination anglaise. Elle fut absorbée dans le royaume d'Édouard Ier, bien qu'Yvain de Galles, (Owain Lawgoch en gallois, parfois nommé Yvain à la Main rouge en français), le petit neveu de Llywelyn ap Gruffydd ait revendiqué le trône et préparé des invasions depuis la France en 1372 et 1377. En 1400, Owain Glyndŵr (1359 - 1416) fomenta néanmoins une rébellion basée à Gwynedd et fut le dernier véritable Gallois à porter le titre de Prince de Galles.

## Dans la littérature
- Ellis Peters a écrit une série de romans policiers qui se déroulent au XIIe siècle dans le comté du Shropshire, frontalier de Gwynedd. Le moine Cadfael, herboriste et enquêteur, est originaire de Gwynedd. Sous son vrai nom d'Edith Pargeter, elle a également écrit une quadrilogie consacrée à Llywelyn le Grand.
- Katherine Kurtz écrit des romans qui ont lieu dans un Gwynedd fictif dans un haut Moyen Âge alternatif.